# Merry Merry Xmas
「Merry × Merry Xmas★」（メリーメリークリスマス）は、E-girlsの15作目のシングル曲。2015年12月23日にrhythm zoneより発売。

## 概要
「CD+DVD」、「CDシングル」、「CD（ワンコインシングル）」、の3形態で発売される。10月30日に新曲が発売されることが発表、12月9日より先行配信。今作は選抜制廃止後初のシングルで、同年唯一E-girls全メンバーが参加する。

## 参加メンバー
太字は、ボーカル担当。なおVideo Clipにのみ、DreamのErieがDJとして参加し、E-girlsメンバーが一堂に会し、クリスマスパーティーを楽しむミュージックビデオとなっている。
- Dream：Shizuka、Ami、Aya
- Happiness：藤井夏恋、楓、YURINO、SAYAKA、須田アンナ、MIYUU、川本璃
- Flower：鷲尾伶菜、藤井萩花、佐藤晴美、坂東希、中島美央、重留真波
- 石井杏奈、山口乃々華

## 収録曲

### CD+DVD
CD
1. Merry × Merry Xmas★
作詞：小竹正人、作曲：YADAKO・Dirty Orange
  - Samantha Thavasa -キミにメリークリスマス- TVCMソング[6]
  - 日本テレビ系『スッキリ!!』2015年12月度エンディングテーマ[7]
  - プリンスホテル「冬プリ 2015-2016−冬プリ この冬、どこ行く？」TV CMソング[8][9]
2. White Angel
作詞：小竹正人、作曲・編曲：Steave Lee
  - プリンスホテル「冬プリ 2015-2016−冬プリ この冬、どこ行く？」TV CMソング[8][9]
3. Boom Boom Christmas / Dream & E-girls
作詞：小竹正人、作曲：NAKKID・Lauren Kaori・Masaki Iehara、編曲：Masaki Iehara
4. Merry × Merry Xmas★ (Instrumental)

DVD
1. Merry × Merry Xmas★ (Video Clip)

### CDシングル
1. Merry × Merry Xmas★
2. White Angel
3. Boom Boom Christmas / Dream & E-girls
4. Merry × Merry Xmas★ (Instrumental)
5. White Angel (Instrumental)
6. Boom Boom Christmas / Dream & E-girls (Instrumental)

### CD（ワンコインシングル）
1. Merry × Merry Xmas★